# Eremnophila catamarcensis
Eremnophila catamarcensis là một loài côn trùng cánh màng trong họ Sphecidae, thuộc chi Eremnophila. Loài này được Schrottky miêu tả khoa học đầu tiên năm 1910.